# Uli Kostenbader
Uli Kostenbader (* 1946; † 2015) war ein deutscher Kulturmanager und -funktionär. Er war Leiter des Bereichs Kulturförderung bei der Daimler-Benz AG.

## Werdegang
Kostenbader absolvierte zunächst eine kaufmännische Lehre bei der Daimler-Benz AG in Stuttgart. Danach studierte er Wirtschafts- und Sozialwissenschaften an Universitäten in Kansas, Stuttgart und Nürnberg. 1972 erwarb er einen Master of Science an der University of Kansas und 1979 promovierte er an der Universität Erlangen-Nürnberg. Zu Forschungszwecken hielt er sich in Genf und Stuttgart auf. Von 1976 bis 2003 war er Leitender Angestellter bei der DaimlerChrysler AG, dort zunächst in der Führungskräfteinformation und Presse tätig. 1989 wurde Leiter der Kulturförderung bei Daimler. Außerdem war er Dozent an der Berufsakademie Stuttgart und von 2006 bis 2009 Lehrbeauftragter für Kulturmanagement an der Hochschule für Musik Franz Liszt Weimar. Er war u. a. Mitglied des Beirates des Deutschen Musikwettbewerbs, Präsidiumsmitglied der Deutschen Ensembleakademie, stellvertretender Vorsitzender, Vizepräsident und Präsidiumsmitglied des Deutschen Musikrates, Mitglied der Geschäftsführung der Vodafone Stiftung, Vorsitzender der Freunde & Förderer des Radio-Sinfonieorchesters Stuttgart des SWR e.V., Beiratsmitglied des Deutschen Bundesjugendorchesters und Kuratoriumsmitglied der Kammeroper Schloss Rheinsberg.

## Schriften
- Arbeitsplatzbezogene Erwachsenenqualifizierung in den USA (= Forschung und Praxis beruflicher Bildung. Band 7). Lang, Frankfurt am Main 1979.
- mit Steffen Höhne, Hellmut Seemann (Hrsg.): Krisenmanagement. Der Brand und seine Folgen – die Herzogin-Anna-Amalia-Bibliothek in Weimar. (= Weimarer Studien zu Kulturpolitik und Kulturökonomie. Band 5). Leipziger Universitätsverlag, Leipzig 2009.

## Preise / Auszeichnungen
- 1981: PBS Advertising and Promotion Award
- 1993: British Incentive Scheme Prize
- 1994: UNESCO Media Save Art Prize
- 2000: Deutscher PR-Preis der DPRG und der FAZ / Europäischer Kulturpreis Pro Europa der Stiftung Pro Europa / Deutscher Multi Media Award
- 2001: International Sponsoring Award des Deutschen Kommunikationsverbandes / Cerec Award des Comité pour le Rapprochement de L‘Economie et de la Culture und der Financial Times / Environmental Communication Award des Bellagio Forums und der Stiftung Euronatur
- 2002: Silver World Medal des New York Festival New Media Competition
- 2003: Preis des Transatlantischen Ideenwettbewerbs USable der Körber-Stiftung / Bronzener Löwe des Cannes Lions International Advertising Festivals
- 2015: Bundesverdienstkreuz am Bande